# Mezinárodní uznání Státu Palestina

Mapa států, které oficiálně uznaly samostatnost Státu Palestina

Mezinárodní uznání Státu Palestina je předmětem sporů a jádrem izraelsko-palestinského konfliktu o možné dvoustátní řešení. 
V současné době Palestinu uznává 147 členských států OSN. Ta v této organizaci od listopadu 2012 disponuje statusem nečlenského pozorovatelského státu. Postoj České republiky je v této otázce nejednoznačný.

## Po založení
Stát Palestina vyhlásil Jásir Arafat 15. listopadu 1988 v exilu. Ihned po vyhlášení autonomie stát uznalo 114 zemí, především islámsky a komunisticky orientovaných. Většina z nich udržovala diplomatické vztahy také s největším odpůrcem samostatného státu – s Izraelem, který autonomii nikdy neuznal a společně s USA stojí v čele koalice proti založení palestinského státu. Palestinský cestovní pas přesto uznávalo v roce 1995 pouze 29 zemí světa.
Pro palestinské postavení v OSN se po vyhlášení samostatného státu mnoho nezměnilo. Organizace pro osvobození Palestiny již totiž od roku 1974 jako zástupce „nestátní entity“ měla možnost vystupovat ve Valném shromáždění. V roce 1993 se po půlročním jednání Izrael a Organizace pro osvobození Palestiny navzájem uznaly podpisem Deklarace o zásadách palestinské autonomie v Oslu.

## Vývoj ve 21. století

Uznání Palestiny jako nečlenského pozorovatelského státu OSN:
Palestinská autonomie
pro
proti
zdrželi se hlasování
nepřítomní
nečlenské státy

Už v roce 1989 bylo sedmi státy navrženo palestinské členství v organizaci UNESCO a 31. října 2011 proběhlo hlasování o přijetí. Pro Palestince proběhlo úspěšně, když bylo 107 pro, 14 proti, 52 se zdrželo a 12 se neúčastnilo hlasování. Jako reakci přestaly Spojené státy a Izrael platit členské příspěvky, čímž organizace přišla o zhruba čtvrtinu příjmů. Těmto státům ovšem upřela podle svých stanov hlasovací právo.
Dne 29. listopadu 2012 schválilo Valné shromáždění OSN svou rezolucí 67/19 status Palestiny jako nečlenského státu, čímž posílilo její mezinárodní postavení. Pro hlasovalo 138 států, 9 hlasovalo proti a 41 se zdrželo. Odpůrci argumentovali především nebezpečím Palestiny pod vládou hnutí Hamás, které stojí na seznamu teroristických skupin téměř všech západních zemí světa. Evropská unie hlasovala nejednotně – pro uznání bylo 14 států, 12 se jich zdrželo. Česká republika vystoupila jako jediná proti.
V roce 2014 samostatný palestinský stát uznala nově ustanovená švédská vláda.

### Vývoj během války v Pásmu Gazy
Valné shromáždění OSN přijalo v květnu 2024 rezoluci ES-10/23, kterým rozšířilo Valné shromáždění status Palestiny o další práva jako např. možnost podávat návrhy nebo možnost se zapojit do komisí bez možnosti hlasovat a vyzvalo Radu bezpečnosti OSN, aby uznala stát Palestina plnohodnotným členem organizace. Proti návrhu bylo devět zemí. Kromě Izraele ještě Argentina, Česko, Maďarsko, Mikronésie, Nauru, Palau, Papua Nová Guinea a USA.
V dubnu a květnu 2024 uznaly Palestinu čtyři karibské státy: Bahamy, Barbados, Jamajka a Trinidad a Tobago. Dne 28. května 2024 tak rovněž učinily evropské vlády Irska, Norska a Španělska, ke kterým se následně v červnu 2024 připojilo i Slovinsko a Arménie. V únoru 2025 uznalo nezávislost Palestiny Mexiko.
Francie a Velká Británie diskutovaly o možnosti uznat Palestinu na Konferenci OSN k dvoustátnímu řešení v červnu 2025, která se nakonec neuskutečnila. Prezident Francie Emmanul Macron později prohlásil, že Stát Palestina uzná během Valného shromáždění OSN v září 2025. Jako důvod uvedl urgentní potřebu ukončit válku v Pásmu Gazy.

## Postoj České republiky
Bývalé Československo patřilo mezi státy, které autonomii uznaly. Vláda ČSSR uznala vyhlášení palestinského státu svým usnesením č. 307 ze dne 18. listopadu 1988. Forma tohoto vyjádření se shoduje s textem rezoluce Valného shromáždění OSN 43/177, které bere na vědomí „vyhlášení Státu Palestina“. Od února 1989 pak v Praze umožnila chod palestinského velvyslanectví. Od vzniku samostatné České republiky v roce 1993 se v Praze vystřídalo pět velvyslanců Palestiny. Aktuálním velvyslancem je Fuad Karim Saliba Kokaly, jehož pověřovací listiny na Pražském hradě převzal český prezident Petr Pavel dne 13. května 2025.
Česká republika, jakožto jeden z nástupnických států Československa, dle čl. 5 ústavního zákona č. 4/1993 Sb. „uznává všechny státy a vlády, které ke dni svého zániku uznávala Česká a Slovenská Federativní Republika“.
Protichůdný byl v tomto směru nicméně postoj České republiky při hlasování na půdě OSN v roce 2012, kdy se jako jediná evropská země přiklonila k bloku Izraele, Spojených států a Kanady a přihlásila se tím ke svému vnímání Státu Palestina jakožto „nestátní entity“.
Oficiálně se pak k (ne)uznání palestinského státu vyjádřilo Ministerstvo zahraničních věcí České republiky ve svém prohlášení z roku 2020: „Postoj ČSSR ve vztahu k Organizaci pro osvobození Palestiny (OOP) po období od 18. 11. 1988 vycházel z mezinárodněprávního postavení OOP jakožto národněosvobozeneckého hnutí a z rezoluce Valného shromáždění OSN č. 43/177 ze dne 15. 11. 1988. V tomto kontextu je nutné vykládat i usnesení vlády č. 307 ze dne 18. 11. 1988. Uznání vyhlášení palestinského státu byl politický akt poplatný tehdejší politice a uspořádání mezinárodních vztahů. Palestinský stát nesplňoval podmínky státnosti podle mezinárodního práva, čehož si byla československá vláda plně vědoma. K uznání palestinského státu ze strany ČR tak prozatím nedošlo. ČR v souladu s Koncepcí zahraniční politiky ČR podporuje cíle blízkovýchodního mírového procesu směřujícího k uspořádání ve formě dvou samostatných států, tj. Státu Izrael a budoucího palestinského státu.“
Obdobný pohled v roce 2024, kdy Palestinu nově uznalo několik evropských států, vyjádřili i ministr zahraničí Jan Lipavský a předseda vlády Petr Fiala, podle nichž Palestina dosud nenabyla základních atributů státnosti, konkrétně územního vymezení a svébytné politické reprezentace, jejichž dosažení je však možné v budoucnu. Proti vládnímu postoji se ovšem ohradil například bývalý ministr zahraničí Lubomír Zaorálek, který palestinský stát považuje ze strany České republiky za uznaný v souladu s usnesením československé vlády z roku 1988. Obdobný názor vyslovil již v roce 2012 tehdejší ministr zahraničních věcí Karel Schwarzenberg. Slovenský ministr zahraničí Juraj Blanár v květnu 2024 potvrdil, že Slovensko, jakožto nástupnický stát Československa, Palestinu uznává, a to na základě zmíněného usnesení z roku 1988.